# Bart Swings
Bart René Swings (Lovaina, 12 de febrero de 1991) es un deportista belga que compite en patinaje de velocidad, en las modalidades sobre hielo y en línea.
Participó en tres Juegos Olímpicos de Invierno, obteniendo dos medallas, plata en Pyeongchang 2018 y oro en Pekín 2022, ambas en la prueba de salida en grupo, y el cuarto lugar en Sochi 2014, en 5000 m.
Ganó dos medallas de bronce en el Campeonato Mundial de Patinaje de Velocidad sobre Hielo, en los años 2013 y 2022, y cinco medallas en el Campeonato Mundial de Patinaje de Velocidad sobre Hielo en Distancia Individual, entre los años 2021 y 2025.
Además, obtuvo tres medallas en el Campeonato Europeo de Patinaje de Velocidad sobre Hielo entre los años 2016 y 2023, y tres medallas en el Campeonato Europeo de Patinaje de Velocidad sobre Hielo en Distancia Individual entre los años 2020 y 2024.
En la modalidad de patinaje de velocidad sobre patines en línea obtuvo 34 medallas en el Campeonatos Mundial (quince de oro, diez de plata y nueve de bronce) y doce medallas en los Juegos Mundiales, entre los años 2013 y 2022.
Estudió Ingeniería Eléctrica en la KU Leuven.

## Palmarés internacional
| Juegos Olímpicos                           | Juegos Olímpicos            | Juegos Olímpicos  | Juegos Olímpicos      |
| Año                                        | Lugar                       | Medalla           | Prueba                |
| ------------------------------------------ | --------------------------- | ----------------- | --------------------- |
| 2018                                       | Pyeongchang (Corea del Sur) | Medalla de plata  | Salida en grupo       |
| 2022                                       | Pekín (China)               | Medalla de oro    | Salida en grupo       |
| Campeonato Mundial                         |                             |                   |                       |
| Año                                        | Lugar                       | Medalla           | Prueba                |
| 2013                                       | Hamar (Noruega)             | Medalla de bronce | Clasificación general |
| 2022                                       | Hamar (Noruega)             | Medalla de bronce | Clasificación general |
| Campeonato Mundial en Distancia Individual |                             |                   |                       |
| Año                                        | Lugar                       | Medalla           | Prueba                |
| 2021                                       | Heerenveen (Países Bajos)   | Medalla de bronce | Salida en grupo       |
| 2023                                       | Heerenveen (Países Bajos)   | Medalla de oro    | Salida en grupo       |
| 2023                                       | Heerenveen (Países Bajos)   | Medalla de bronce | 5000 m                |
| 2024                                       | Calgary (Canadá)            | Medalla de oro    | Salida en grupo       |
| 2025                                       | Hamar (Noruega)             | Medalla de bronce | Salida en grupo       |
| Campeonato Europeo                         |                             |                   |                       |
| Año                                        | Lugar                       | Medalla           | Prueba                |
| 2016                                       | Minsk (Bielorrusia)         | Medalla de plata  | Clasificación general |
| 2017                                       | Heerenveen (Países Bajos)   | Medalla de bronce | Clasificación general |
| 2023                                       | Hamar (Noruega)             | Medalla de bronce | Clasificación general |
| Campeonato Europeo en Distancia Individual |                             |                   |                       |
| Año                                        | Lugar                       | Medalla           | Prueba                |
| 2020                                       | Heerenveen (Países Bajos)   | Medalla de oro    | Salida en grupo       |
| 2022                                       | Heerenveen (Países Bajos)   | Medalla de oro    | Salida en grupo       |
| 2024                                       | Heerenveen (Países Bajos)   | Medalla de oro    | Salida en grupo       |